# بهادريشكومار تشيتانبهاي باتل
بهادريشكومار تشيتانبهاي باتل (من مواليد 15 مايو 1990) هو هارب هندي أراد قتل زوجته في متجر Dunkin 'Donuts في هانوفر، ماريلاند ، الولايات المتحدة ، في 12 أبريل 2015. تمت إضافته إلى FBI Ten قائمة الهاربين المطلوبين في 18 أبريل، 2017. كان Patel هو الهارب 514 الذي تم إدراجه في قائمة الهاربين العشرة المطلوبين من FBI. وقد شوهد آخر مرة في محطة قطار محلية بالقرب من فندقه في نيو جيرسي.